# Kamisese Mara
Kamisese Mara, (Vanua Balavu, Ilhas Lau, 6 de maio de 1920 – Suva, 18 de abril de 2004) foi um político fijiano. É considerado como o "Pai da Pátria" das modernas Fiji. Foi primeiro-ministro do país de 1970 a 1992, com um pequena interrupção em 1987, e subsequentemente serviu como presidente entre 1993 a 2000.

## Biografia
Nascido de família nobre (Tui Nayau) e real, estudou História em Oxford quando o Reino Unido era a potência colonial das Fiji.
Fundou o Partido da Aliança (Alliance Party, fijiano) e negociou em Londres com Sidiq Koya, chefe do Partido da Federação Nacional (National Federation Party, NFP, indo-fijiano).
Com a independência das Fiji em 1970, a rainha Isabel II do Reino Unido manteve-se como chefe de estado. Mara foi o primeiro chefe de governo das Fiji de 1970 a 1987 graças ao êxito do Partido da Aliança, mas também das divisões no seio do NFP. A Aliança e Mara foram derrotados nas eleições de s1987 por uma lista pluriétnica liderada por Timoci Bavadra.
A retirada política de Mara foi curta. Foi chamado a melhorar a situação económica e o prestígio das Fiji após os dois golpes de estado liderados pelo tenente-coronel Sitiveni Rabuka. Cinco anos depois, Mara entregou o poder a um governo eleito, mas os indo-fijianos boicotaram as leis de 1990 que favoreciam os fijianos indígenas.
Cortadas as ligações com o Reino Unido, a República das Fiji foi proclamada em 1987. Em 1993, Mara foi nomeado presidente da República pelo Grande Conselho de Chefes, e proclamado solenemente pouco depois devido à incapacidade do presidente antecessor.
Em 19 de maio de 2000, o extremista fijiano George Speight e homens armados fizeram reféns no Parlamento e no governo fijianos. Mara recusou demitir-se da presidência e tomou plenos poderes. Foi levado a bordo de um navio de guerra em 28 de maio sob escolta, para a sua ilha natal de Lakeba, e demitido pelo novo poder. Ratu Josefa Iloilovatu foi nomeado presidente em sua substituição.
Com a derrota dos golpistas, e já com 80 anos, Mara decidiu não retomar o cargo, apesar de uma decisão do Tribunal Supremo das Fiji ter decretado a inconstitucionalidade da sua demissão. Assinou uma demissão com efeitos retroativos em 29 de maio.
Mara morreu em 18 de abril de 2004 em Suva. À data, prosseguia o inquérito judicial sobre o golpe de estado que o derrubou.